# Yonatan Irrazábal
Yonatan Irrázabal Condines (Montevideo, 12 febbraio 1998) è un calciatore uruguaiano, portiere del Cerro.

## Carriera
Cresciuto nel settore giovanile del Defensor Sporting, in carriera ha disputato oltre 150 incontri nella prima divisione uruguaiana. Dal 2019 al 2020 ha giocato nel campionato messicano con il Tampico Madero.